# Varna (Illinois)
Varna és una vila del Comtat de Marshall, Illinois, els Estats Units. Segons el cens de l'any 2000, la població era de 436 habitants. Forma part de l'àrea metropolitana de Peoria. Inclosa en el codi postal de Varna es troba la propera comunitat de Lake Wildwood.

## Geografia
D'acord amb l'Oficina del Cens dels Estats Units, la vila ocupa una superfície de 0.8 km² en total.

## Demografia
Segons el cens de l'any 2000, hi havia 436 habitants, 177 llars i 138 famílies residint a la vila. La densitat de població era de 580.5 persones per km². Hi havia 190 habitatges amb una densitat mitjana de 253 habitatges/km². La composició racial de la vila era d'un 98,85% de blancs, un 0,23% d'afroamericans, un 0,46% de nadius americans, i un 0,46% de dues o més races (amb barreja de races). Els Hispanoamericans o Latinoamericans de qualsevol raça eren un 0,92% de la població.
Hi havia 177 llars de les quals un 32,2% tenia criatures menors d'edat, el 62,1% eren matrimonis que vivien junts, al 9,6% hi havia una dona sense marit, i el 22,0% era format per grups no familiars. Al 20,3% de totes les llars hi vivia un sol individu i a l'11,3% hi vivia algú de 65 anys o més. La mitjana d'habitants per llar era de 2.45 i la d'habitants en llars de famílies de 2.77.
La població de la vila estava formada per un 23,6% de menors de 18 anys, un 6,7% entre 18 i 24 anys, un 26,1% entre 25 i 44 anys, un 26,4% entre 45 i 64 anys, i un 17,2% de 65 anys o més. L'edat mitjana era de 40 anys. Per cada 100 dones hi havia 94.6 homes. Per cada 100 dones de 18 o més anys, hi havia 92.5 homes.
La mitjana d'ingressos d'una llar a la vila era 32.308 dòlars, i la mitjana d'ingressos d'una família era de 36.591 dòlars. Els homes tenien una mitjana d'ingressos de 37.321 dòlars enfront dels 20.694 de les dones. La renda per capita de la vila era de 15.948 dòlars anuals. Sobre el 3,0% de les famílies i un 8,1% de la població estaven per sota del llindar de pobresa, inclosos un 12,5% dels menors de 18 anys i un 8,6% de persones de 65 anys o més.